# Илийски район
Илийски район (на казахски: Іле ауданы) е съставна част на Алматинска област, Казахстан, с обща площ 7802 км2 и население 217 887 души (по приблизителна оценка към 1 януари 2020 г.). Мнозинството от населението са казахи (54,6 %), следвани от руснаците (30,1 %) и уйгурите (1,7 %).
Административен център е Отеген-Батир.